# Lyn Blumenthal
Lyn Blumenthal (1949 in Chicago, Illinois – 21. Juli 1988 in Manhattan) war eine US-amerikanische Videokünstlerin und Autorin.

## Leben
Lyn Blumenthal studierte an der School of the Art Institute of Chicago, Chicago Loop und erhielt dort 1976 den Master. Gemeinsam mit ihrer ehemaligen Studienkollegin Kate Horsfield gehörte sie 1974 bis 1976 zu den Mitbegründern der Video Data Bank, wobei sie auf einer kleinen Sammlung von Studentenvideos aufbauten, die Phil Morton angelegt hatte. Heute ist die Video Data Bank eines der landesweit größten Videoarchive.
Nach dem Erwerb einer Portapak Videokamera starteten Blumenthal und Horsefield eine Reihe von mehr als 60 Videos, auf denen Interviews mit den führenden Künstlerinnen der 1960er und 1970er Jahre zu sehen sind. Die ersten Gespräche von On Art and Artists führten sie mit den Malerinnen Joan Mitchell, Ree Morton und Agnes Martin und der Kuratorin Marcia Tucker. Später folgten Alice Neel, Lucy R. Lippard, Lee Krasner, Barbara Kruger, die Guerilla Girls, Yvonne Rainer, Christine Choy, Martha Rosler, Nancy Spero und viele Andere.
1987 stellte Lyn Blumenthal mit Carole Ann Klonarides das Werk Arcade auf der documenta 8 in Kassel aus.
Zum Gedenken an die 39-jährig verstorbene Videokünstlerin Lyn Blumenthal gründeten die Mitglieder der Video Data Bank den Lyn Blumenthal Memorial Fund (LBMF), um Künstler und Kunstprojekte zu fördern.